# Telfairia
Telfairia é um género botânico pertencente à família Cucurbitaceae.

## Espécies
| - Telfairia africana (Delile) A.Chev. - Telfairia batesii Keraudren - Telfairia occidentalis Hook.f. - Telfairia pedata Hook. - Telfairia volubilis Newm. ex Hook. |

1. ↑  «Telfairia — World Flora Online». www.worldfloraonline.org. Consultado em 19 de agosto de 2020